# Баркалон
Баркало́н (от итал. barca longo) — парусно-гребное военное судно, схожее с галеасом.

## История
Изначально баркалоны использовалось в испанском флоте, позже — в английском и французском флотах. Однако к концу XVII века корабли этого типа уже вышли из употребления в европейских флотах.
Строившиеся для Азовского флота России корабли, называемые баркалонами, фактически таковыми не были и соответствовали кораблям 5-го класса по принятой в Европе в конце XVII века классификации. В последующие годы во всех документах они числились уже в качестве кораблей. Российские «баркалоны» строились на верфях Воронежского адмиралтейства или кумпанствами при Петре Великом (1696—1701) для Азовского флота наравне с барбарскими и бомбардирскими кораблями и галерами.

## Технические характеристики
Баркалоны представляли собой схожие с галеасами суда, рассчитанные однако на далёкие морские путешествия. Несли одну мачту с косым парусным вооружением и могли иметь до 10 артиллерийских орудий на борту.
Российские «баркалоны» представляли собой двух- или трехмачтовые корабли с прямым и косыми парусным вооружением, вооружались 26—46 орудиями различного калибра, включавшие двух-, четырёх-, шестифунтовые орудия и дробовики. Их длина составляла около 35 метров, ширина — до 9 метров, осадка — до 2,5 метра.